# John Coit Spooner

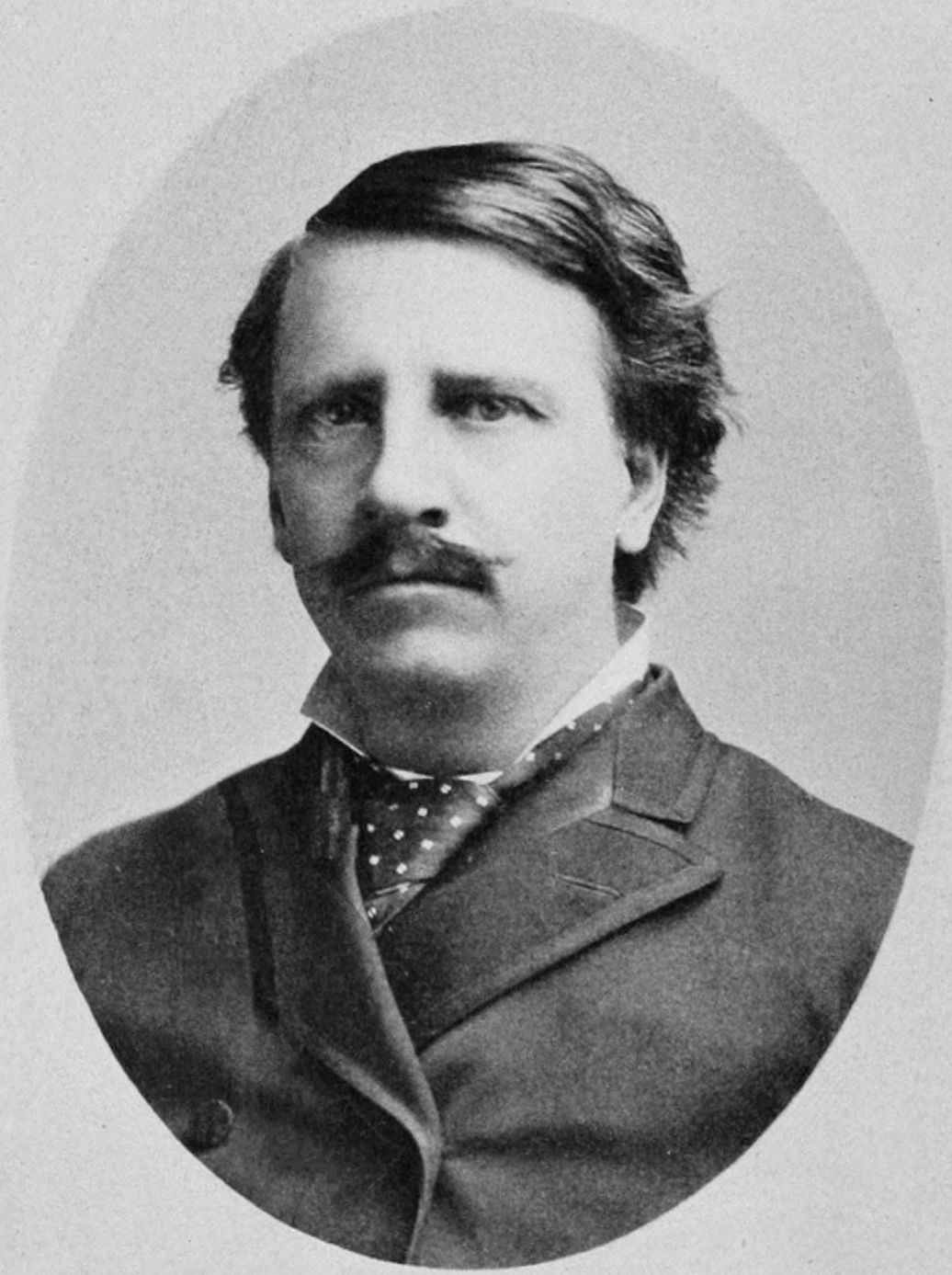
John Coit Spooner

John Coit Spooner (* 6. Januar 1843 in Lawrenceburg, Dearborn County, Indiana; † 11. Juni 1919 in New York City) war ein US-amerikanischer Politiker der Republikanischen Partei. Von 1885 bis 1891 und von 1897 bis 1907 saß er für den US-Bundesstaat Wisconsin im US-Senat.

## Biographie
Spooner wurde in Lawrenceburg in Indiana geboren. 1859 zog er mit seinen Eltern nach Madison in Wisconsin um. Dort besuchte er die Schulen und schloss 1864 ein Studium an der University of Wisconsin ab. Während des Sezessionskrieges dient er in der Union Army. Nach dem Ende des Krieges war er Privatsekretär des Gouverneurs von Wisconsin. Zur gleichen Zeit studierte er Jura. 1867 wurde er als Rechtsanwalt zugelassen. Bis 1870 war er stellvertretender Attorney General von Wisconsin.
In der Folgezeit zog er nach Hudson um, wo er von 1870 bis 1884 als Rechtsanwalt praktizierte. 1872 war er Mitglied der Wisconsin State Assembly. 1884 gelang ihm die Wahl zum Mitglied des Bundessenats, ab 1885 vertrat er Wisconsin zum ersten Mal im US-Senat. Zwischen 1886 und 1891 war er Vorsitzender des Committee on Claims. Bei der Wiederwahl 1890 wurde er von William Freeman Vilas besiegt und schied 1891 aus dem Senat aus. Seine Kandidatur 1892 zum Gouverneur von Wisconsin war nicht von Erfolg gekrönt. 1893 zog er wieder nach Madison. 1896 wurde er erneut in den Senat gewählt, wo er 1897 seine zweite Amtszeit antrat. Zwischen 1897 und 1899 war er Vorsitzender des Committee on Canadian Relations und von 1899 bis 1907 des Committee on Rules. Während seiner zweiten Amtszeit war er Namensgeber des Spooner Act, welcher US-Präsident Theodore Roosevelt ermächtigte, den Panama-Kanal zu erwerben. 1907 trat er als Senator zurück und schied aus dem Kongress aus. Während seiner politischen Karriere lehnte er dreimal die ihm angebotenen Kabinettsposten ab. 1898 wollte ihn William McKinley zum Innenminister machen, 1901 sollte er, ebenfalls unter McKinley, Attorney General werden und 1909 dann Außenminister unter William Howard Taft.
Spooner praktizierte als Anwalt in New York City bis zu seinem Tod 1919. Er wurde in Madison beigesetzt.